# Wildstrubel
Le Wildstrubel est un sommet du massif des Alpes bernoises culminant à 3 244 m d'altitude, à cheval sur le canton de Berne et le canton du Valais, en Suisse.

## Géographie
Le Wildstrubel présente trois cimes d'altitude très proche, sur une arête de 3,5 km de long qui surplombe la raide face nord au-dessus de l'Engstligenalp :
- le sommet ouest appelé Wildstrubel ou Lenkerstrubel (3 244 m)[1] ;
- le sommet central, appelé Mittelgipfel (3 243,5 m)[1] ;
- le sommet est, appelé Grossstrubel (3 243 m)[1].

Il domine le glacier de la Plaine Morte au sud, et le col de la Gemmi à l'ouest qui relie Loèche-les-Bains avec Kandersteg.

## Ascension

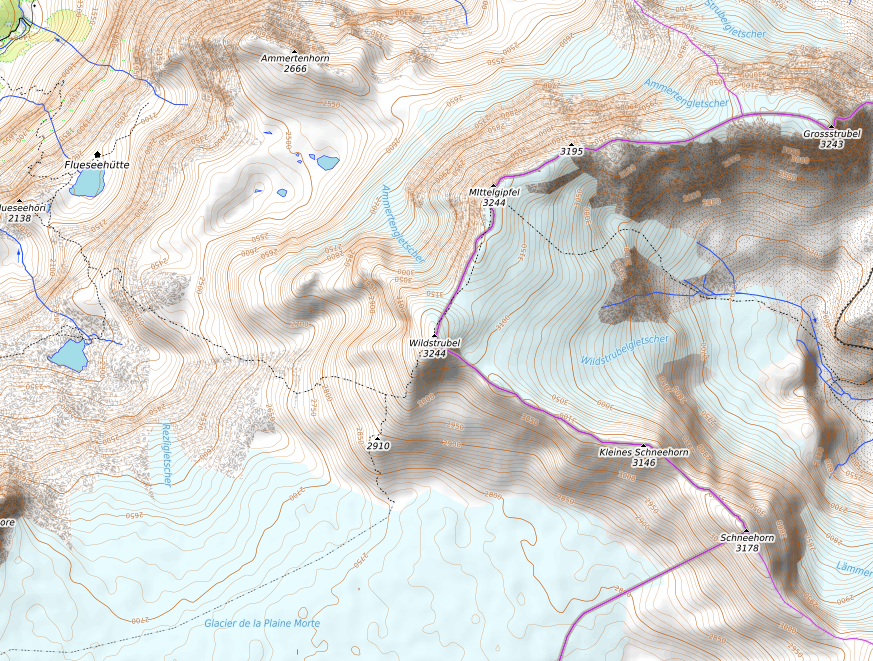
Carte topographique du Wildstrubel.

La première ascension d'un sommet du Wildstrubel a probablement été faite durant l'été 1855 par le docteur M. Schmid avec le chasseur de cristaux Jakob Tritten, sans qu'on ait plus de détails sur cette ascension. La première ascension sûre est celle de Edmund von Fellenberg avec Jakob Tritten, le 16 août 1856. Le 8 septembre 1857, Thomas W. Hinchcliff et Bradshaw Smith avec le guide chamoniard Zacharie Cachat rejoignirent, après avoir atteint le sommet ouest, le Mittelgipfel, qui leur semblait le plus élevé.